# Suite Gothique

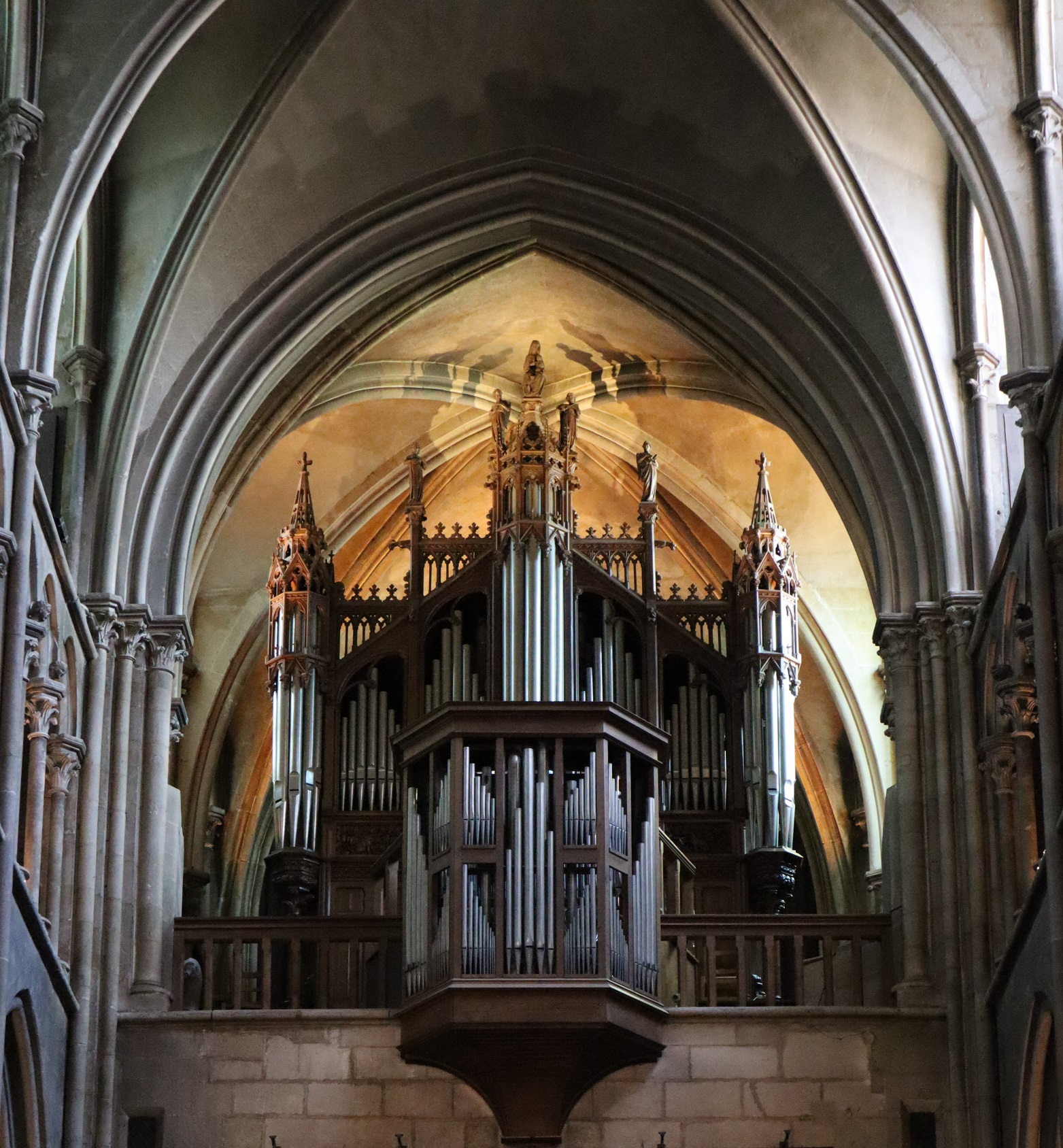
Das heutige Erscheinungsbild der Ghys-Orgel von 1895 in Notre-Dame (Dijon), für deren Einweihung die Suite Gothique komponiert wurde

Die Suite Gothique aus dem Jahr 1895 ist ein Orgelwerk des Komponisten Léon Boëllmann und zählt zu den bekanntesten Werken der Orgelmusik der französischen Romantik.

## Entstehung
Boëllmann komponierte die Suite Gothique Op. 25 im Jahr 1895 anlässlich der Einweihung der von Jean-Baptiste Ghys erbauten französisch-romantischen Orgel der Pfarrkirche Notre-Dame in Dijon. Das Instrument verfügte damals über zwei Manualwerke und Pedal. Boëllmann verstand sein rund 15-minütiges Werk, das er zwei Jahre vor seinem Tod schuf, auch als Retrospektive seines musikalischen Schaffens. Er griff dabei aber auch in freier Manier die Klangsprache der großen Orgelkomponisten der französischen Romantik wie César Franck, Alexandre Guilmant oder Eugène Gigout, der sein Lehrer war, auf.
Der Titel spiegelt die Begeisterung der französischen Spätromantik für das Zeitalter Gotik wider, die auch die kurz zuvor entstandene Symphonie Gothique für Orgel von Charles Marie Widor (1894) bezeugt. Weiter hatte das Adjektiv „gotisch“ bzw. französisch „gothique“ in der zweiten Hälfte des 19. Jahrhunderts die zusätzliche Bedeutung „altertümlich“, was Boëllmann in Anspielung auf die archaische Tonsprache der ersten beiden Sätze vermutlich ebenfalls gemeint hat. Denn tatsächlich waren um 1895 die Formen der Tanzsuite wie das Menuett – das Boëllmann im Titel des zweiten Satzes ausdrücklich als „gotisch“ ausweist – aus der Mode gekommen.

## Aufbau und Charakteristik
Die Suite umfasst vier Sätze:
- Introduction – Choral: Der gravitätische erste Satz in c-Moll ist von einer zunächst im Hauptwerk, dann im Pedal und schließlich im Schwellwerk vorgetragenen würdevollen antiphonalen Choralmelodie geprägt.
- Menuet Gothique: Das Menuett wechselt auf die „fröhlichere“ Tonart C-Dur und weist eine tänzerisch-leichte Melodieführung auf, die sich ideal für Flötenregister eignet.
- Prière à Notre-Dame: So lautet der Titel dieses Satzes im Autograph, was auf Deutsch „Gebet in Notre-Dame“ bedeutet. Dies kann mit dem Uraufführungsort, der Kirche Notre-Dame de Dijon, in Verbindung gebracht werden. In der Notenausgabe von Durand fehlt jedoch der Bindestrich, dort steht also Prière à Notre Dame, was eine ganz andere Bedeutung, nämlich „Gebet zu Unserer Lieben Frau“ (Maria) ergibt. In diesem Zusammenhang wurde überlegt, ob Boëllmann vielleicht auch an ein Gebet zu der aus dem 11. Jahrhundert stammenden Schwarzen Madonna in der Kirche Notre-Dame in Dijon gedacht hat. Dies ist jedoch nicht zu belegen und die Durand-Ausgabe weist auch sonst zahlreiche Fehler auf.[2] Die Musik spricht vielmehr dafür, dass der Komponist hier die mystische Vision eines hohen gotischen Kathedralraumes entfaltet, zumal die Melodiestimme fast drei Oktaven durchschreitet (von g bis f3).[3] Dieser langsame Satz in As-Dur und ABA'-Form steht in der Tradition der Orgel-Prières der französischen Romantik. Die träumerisch-schwebenden Klänge verlangen eine Registrierung mit zarten Streicherstimmen.
- Toccata: Die mächtig-virtuose Toccata ist wohl die bekannteste und meistgespielte Komposition Boëllmanns. Sie kehrt zur Ausgangstonart c-Moll zurück und erfordert eine vollklingende Registrierung (Plenum und Zungen). Die Pedalmotive sind durchdringend und distinkt, während auf dem Manual schillernde Begleitfiguren gespielt werden. Dabei wird, wie in der berühmten Toccata aus Widors 5. Orgelsinfonie, das motorische Element von Sechzehntelnoten in der rechten Hand gebildet, die eine Perpetuum-mobile-Bewegung vollführen. Mit dem Einsetzen einer lyrischen Sopranmelodie wechseln die Begleitfiguren in die linke Hand. Der zweite Teil transponiert denselben Ablauf nach g-Moll, verlangt dabei aber dynamische Steigerung (Öffnen des bisher geschlossenen Schwellwerks, Hinzuschalten der Zungen des Positivs, Öffnen des Positiv-Schwellers, Zuschalten der Zungen des Hauptwerks (Grand Orgue), weiteres Öffnen des Schwellers, schließlich Pedal-Zungen).[4] Nachdem sich die klangliche Dichte so immer weiter gesteigert hat, endet der Satz nach einem virtuosen Finale durch eine erlösende Picardische Terz in majestätischem Dur.